# 편지

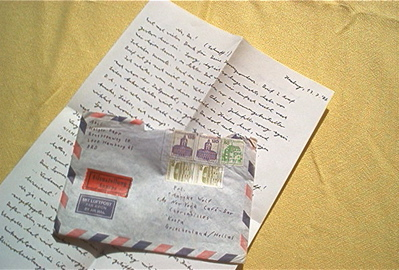
전형적인 편지와 편지봉투

편지(便紙, 片紙)는 상대방에게 소식이나 용무를 전하는 글을 말한다. 간독(簡牘) 또는 서찰이라고도 한다.
팩시밀리, 휴대 전화, 컴퓨터 등 디지털 기기의 발달로 상대방에게 소식이나 용무를 전하는 효율성이 높아졌다. 디지털 기기의 발달과 함께 인터넷의 등장으로 편지를 보내는 일이 이메일, 문자 메시지, 메신저, SNS 등의 방식으로 질적으로, 양적으로 증가했다. 과거의 '아날로그적 감성'을 소중하게 생각하여 이러한 기기를 배제한 방식을 사용하는 사람들도 있고, 소통의 효과를 극대화하고자 디지털 방식과 아날로그 방식을 절충해서 사용하는 사람들도 있다. 신약성서의 일부가 사도들의 편지이며, 편지를 통해 당시 역사를 이해할 수 있을 만큼 편지의 역사는 깊다.
인터넷의 발달은 정치적, 경제적, 사회적, 문화적으로 편지의 힘을 극대화시켰다.
편지를 다른 말로, 서간(書簡), 서신(書信)이라고도 하며 편지는 옛말로 서한(書翰)이라고 불렸다.
친서(親書)는 한 나라의 원수로부터 타국의 원수에게 보내는 서명이 된 서신으로, 원래는 '자필의 서신'이라는 의미이다. 현재는 수상으로부터의 서신의 경우에도 사용된다. 정식의 외교문서는 아니나 외교상 빈번히 사용된다.

## 편지글
편지글이란 하고 싶은 말을 상대에게 전달하기 위해 쓰는 문장으로, 사람이 사회생활을 하는 데 요긴하게 쓰이는 가장 실용적인 문장이다. 서간문(書簡文)이라고도 한다.
편지글이 지닌 가장 중요한 특징은, 학술논문이나 문학작품처럼 다수의 사람들을 대상으로 쓴 글이 아니라, 특정한 상대를 대상으로 하여 쓰는 글이란 점이다. 따라서 편지에서 가장 먼저 생각해야 할 것은 상대가 누구인가 하는 점이다.
그 다음은 용건(用件)이 무엇인가를 생각해야 한다. 편지를 쓰는 데에는 반드시 어떤 용건이 있을 것이다. 비록 그것이 별 구체적인 용건 없이 상대의 안부를 묻고 자기의 근황을 알리는 편지라 해도 그것 역시 문안(問安)이 곧 용건인 것이다.
편지의 상대와 용건이 결정되면, 이번에는 그 사연을 어떻게 하면 효과적으로 전달할 수 있을까를 연구해야 한다. 오늘날 잘 쓴 편지란 상대방을 만나서 말을 하듯 자연스럽게 쓴 편지를 말한다. 그래야만 글이 생동감을 갖게 되어 받는 이에게 공감을 불러일으킬 수 있기 때문이다.
편지는 상대와 직접 얼굴을 대하고 하는 말과 달라서, 표정이나 음정, 어감이 전달되지 않는 탓에 용건의 내용이 충분히 전달되지 못할 우려가 있기 때문에 더욱 세심하게 격식과 예의를 따져서 써야 한다. 또한 자신의 필체가 직접 남에게 전달되는 글이므로 정성껏 맞춤법에 맞추어 깔끔하게 써야 한다. 반면 편지글에는 말로써 직접 하지 못하는 용건을 간접적으로 진실하게 표현할 수 있다는 이점이 있다. 생각을 정리하여 조리 있고 간결하게 표현함으로써 직접적인 음성언어보다 더 큰 호소력을 가질 수 있는 것 또한 편지글의 한 장점이다.

## 일반 구성
일반적으로 사용하고 있는 편지글의 구성 형식은 다음과 같다.
1. 호칭 및 서두
2. 계절에 관한 인사
3. 문안 인사
4. 자신의 안부
5. 사연(용건)
6. 끝인사
7. 날짜, 서명

보통 편지글은 위의 일곱 단계로 이루어진다. 물론 편지글이 반드시 이 일곱 가지 규격을 다 갖출 필요는 없다. 편지의 상대·종류·내용에 따라 적당한 융통성이 있게 마련이다.

### 호칭 및 서두
상대방의 칭호와 함께 편지글을 시작하는 부분이다. 종래의 편지에 있어서 호칭은 상대에 따라 여러 가지로 까다로웠지만, 오늘날에는 우리말로 자연스럽게 상대방을 부르는 말로 쓰고 있으며, 때로는 생략할 수도 있다. 다만 웃어른에게 쓰는 편지에서는 호칭이 예의에 어긋나지 않도록 주의하여야 한다.

### 계절에 관한 인사
계절에 관한 인사란 상대방의 안부를 묻기 전에 계절과 연관시켜 자연스럽게 인사를 시작하는 부분이다. 사람의 건강은 계절과 밀접한 관계가 있으므로, 상대방의 안부를 묻기 전에 계절에 관한 이야기를 하는 것이 관습화된 것이다.
'경칩이 지나니 이제 완연한 봄입니다' '매미 울음소리가 무척이나 힘차게 들립니다' 등 자기가 보고 느낀 것을 그대로 자연스럽게 쓰면 된다.

### 문안 인사
문안 인사는 편지글 중에서 가장 정중하고 예의를 갖추어야 할 부분이다. 건성으로 묻는 것 같은 인상을 주거나 인사가 지나쳐 아첨을 하는 것처럼 보여서는 안 될 것이다. 안부 인사에서 가장 중요한 점도 정성이 깃들여 있어야 한다는 점이다.
안부 인사에는 대개 상대방의 건강에 관한 것, 그 상대가 아끼는 가족에 관한 것, 그의 사업이나 직장일, 그의 취미에 관한 것들이 이야기되면 충분할 것이다.

### 자기의 안부
상대방의 안부를 묻고 나면 이번에는 상대방의 궁금증을 풀어주고 친밀감을 표시하기 위해 자기의 근황도 상대에게 알려주어야 한다. 부모님이나 형제, 가까운 친척에게는 그들이 안심할 수 있도록 구체적으로 안부를 알리고, 사무적인 일로 편지를 쓰는 경우 등은 가볍게 쓰고 지나가면 된다. 자기의 안부를 적는 부분에 자기 안부뿐만이 아니라 상대방과 관계가 있는 분들의 이야기를 곁들이는 것도 좋은 방법이다.

### 사연
자기 안부까지 전하고 나면 그 다음은 사연을 쓰게 된다. 사연이 시작되기 전까지는 이 사연을 말하기 위한 예의 절차에 지나지 않는다.
사연은 '드릴 말씀은 다름이 아니오라' '다름 아니오라'라는 말로 시작하는 것이 일반적이나 그것마저 빼고 줄을 바꾸어서 바로 사연을 시작하여도 괜찮다. 편지의 사연은 무엇 때문에 그 편지를 쓰는가 하는 편지의 종류에 따라 달라진다. 편지 사연의 기초는 사실의 서술이다. 정확하고 빠짐 없이 있는 사실 그대로 진심으로 쓰는 것이 원칙이라 할 수 있다. 사실을 서술할 때는 반드시 요점이 명확해지도록 힘써야 한다.
편지 사연 끝에는 사연의 결론에 해당하는 말을 덧붙임으로써 받는 이의 주의를 환기시키거나, 이해를 구하는 것이 좋다.
- '찾아 뵙고 말씀드림이 마땅한 줄 알면서도 편지로 아뢰어 죄송하오며'
- '바쁘신 중 귀찮은 일을 아뢰어 매우 죄송합니다'라고 쓰는 것

등이 그것이다.

### 끝인사
사람끼리 만나서 이야기하다 헤어질 때 인사가 있듯이 편지에도 끝인사가 있게 마련이다.
- '부디 몸조심하십시오'
- '건강하시기를 비옵니다'

등이 그것이다.
끝인사가 끝나면 막음말이 온다.
- '그럼 이만'
- '이만 줄입니다' 등이 무난하다.

### 날짜, 서명
편지에는 반드시 발신 날짜를 쓰는 것이 좋다. 그렇게 해야만 편지 사연 중의 일이 언제 일어난 일인지를 보다 명확히 알 수 있고, 나중에 참고하기도 좋기 때문이다. 날짜 다음에는 자기의 이름을 써야 한다. 그리고 자기 이름 위에 쓰는 자기 칭호는 상대에 따라 쓰는 법이 정해져 있다.
- 부모님께 '小子 ○○上書'
- 스승님께 '제자 李○○ 上書'
- 어른들께 '侍生 李○○ 拜'
- 형님에게 '동생 ○○ 拜'

그리고 집안 어른이 아랫사람에게 하는 편지에는, 또 부부 사이의 편지에는 서명을 하지 않는다.
- '父 書' '아비 씀'
- '夫 拜'
- '妻 拜上'
- '수원 누이 씀'
- '從兄 ○○ 書'

서명 아래 쓰는 말로는 '拜, 上書, 올림, 드림' 등이 가장 무난하다.

### 기타
편지에 서명까지 하고 나서 새로 할 말이 생각난다든지, 편지의 본 사연과는 전혀 상관 없는 일을 따로 알릴 필요가 있다든지, 내용 중에 빠진 부분이 있을 때는 끝 여백에 첨가하면 된다. 그때에는 '追告, 追白'이라고 시작한다.

### 봉투 쓰기
봉투쓰기는 세로쓰기와 가로쓰기가 있으나 체신부(지금의 정보통신부)에서 1984년부터 가로쓰기로 통일했다.
편지를 받았을 때 제일 먼저 대하는 것이 겉봉이므로 봉투쓰기도 편지글 쓰기 못지 않게 중요하다.
봉투쓰기에 있어 유의할 점은 이름자는 주소보다 크게, 그리고 주소와 이름 첫글자는 위아래로 나란히 써야 한다는 것이다. 이때 자기의 우편번호를 분명히 적어야 한다. 그것은 상대가 답장을 쓸 때 우편번호를 찾아보아야 하는 번거로움을 덜어드리는 예의이다.
우표를 첨부할 때에도 정해진 자리에 단정히 붙이고, 풀을 붙여 봉한 자리에 ×표를 하는 경우가 있는데, 이는 일본식이니 피하는 것이 좋다. '封·敬' 등의 글자를 쓰면 좋다.

## 같이 보기
- 우편
- 봉투
- 아날로그
- 디지털
- 빅 데이터